# Топуз Генріх Володимирович

Меморіальна таблиця на вулиці Пушкінській в Одесі

Ге́нріх Володи́мирович Топуз (10 квітня 1916, Одеса, Російська імперія — 12 жовтня 1999, Одеса, Україна) — український архітектор єврейського походження, будував в Одесі.

## Біографія
Народився в сім'ї інженера-будівельника, художника і підприємця Володимира Леонтійовича Топуза.
З п'яти років навчався у приватній художній школі Юлія Рафаїловича Бершадського — учня Іллі Рєпіна, у якого раніше навчався і батько Генріха.
У 1924 році вступив до першого класу одеської загальноосвітньої школи № 4, в якій навчався 4 роки.
У 1928 році проходив навчання в школі фабрично-заводського учнівства (ФЗУ) при заводі ім. Жовтневої Революції, де в як учень коваля допомагав гнути ножі плугів і сівалок. Через рік перейшов у школу фабрично-заводського учнівства будівельників, де став учнем художника і відомого майстра альфрейного мистецтва Густава Томашевського, який до Жовтневого перевороту працював разом з О. Й. Бернардацці. Разом з наставником брав особисту участь в реставрації розписів Оперного театру і Філармонії.
Після закінчення ФЗУ працював художником-мультиплікатором на Одеській кінофабриці Всеукраїнського фотокіноуправління, потім — художником-декоратором в клубі шкірників.
У 1933 році був зарахований на вечірній робітничий факультет Одеського інституту громадянського і комунального будівництва, а через рік — також на перший курс архітектурного факультету. Вчителями на архітектурному факультеті були Ф. А. Троупянський, О. Д. Зейлігер, Л. М. Чернігів, М. І. Лінецький, В. І. Кундерт, Н. М. Каневський, Я. С. Гольденберг, Г. М. Готгельф.
У 1940 році, ще до закінчення інституту за результатами виконаних архітектурних проєктів разом з дружиною Зоєю були прийняті до Спілки архітекторів. Після захисту дипломних робіт і отримання звання архітектора в 1940—1941 році подружжя працювало в Архітектурно-проєктній майстерні при ОІГКС. За цей короткий період Г. Топуз брав участь в підготовці технічної документації та робочих креслень по реконструкції готелів «Лондонський» і «Червоний».
У 1941 році з сім'єю переїхав в Уфу (Башкірія), де вступив на роботу в Інститут мови і літератури АН УРСР, у якому познайомився з київським архітектором Володимиром Заболотним. У Башкирії брав участь в оформленні «Вікон ТАРС», ілюструючи вірші і тексти П. Г. Тичини, М. Т. Рильського, В. М. Сосюри, М. В. Рибака. Крім цього створив безліч малюнків і акварелей з видами Уфи, природи Уралу і портретів сучасників. Більше десятка цих робіт були придбані і виставлялися в уфимському художньому музеї, а автор був прийнятий до Спілки художників БАССР.
У творчому союзі з досвідченим одеським архітектором В. Л. Фельдштейном та за участю відомих одеських скульпторів професора Г. С. Теннера і заслуженого діяча мистецтв України Е. М. Фрідмана, професора живопису Л. Е. Мучніка проєктував і здійснив будівництво найбільш значної в ті роки адміністративної будівлі башкирської столиці — обкому партії (нині — будівля національного музею Республіки Башкортостан). За цю роботу, як основний автор, був нагороджений Почесною грамотою Президії Верховної Ради БАССР.
Після звільнення Одеси відряджений до Одеси для здійснення робіт з її відновлення. З липня 1944 року приступив до роботи в обласній проєктувальної конторі, яка згодом змінювала назву на Містопроєкт, Одеспроєкт, Облпроєкт, а з 1955 року — Одеська філія Діпроміста, де в цілому пропрацював тридцять три роки, займаючи посаду керівника архітектурно-планувальної майстерні № 1 — головного архітектора проєктів. У перші роки після війни займався відновленням і реконструкцією видання Міськради на Думській площі, Палацу моряків, проєктував Музей морського флоту, генеральний план селекційного інституту, ряд санаторіїв Одеси.
Після відкриття в 1971 році нового Архітектурного факультету ОІБІ понад 20 років викладав в інституті.
У 1993 році переїхав спочатку до Австралії, а після в Ізраїль, де продовжував малювати і брати участь у виставках.

## Творчість

### Архітектурні твори
- Корпус санаторію ВЦСПС № 7 ім. Горького, 1952 р., Фонтанська дор., 165 корпус 1
- Відбудова житлового будинку ЧМП з залишків (1-2 поверхів) прибуткового будинку А. М. Бродського, 1952—1954 рр., Грецька вул., Грецька вул., 26
- Відновлення для Канатного заводу колишніх гуртожитків Цукрово-рафінадного заводу (арх. А. І. Міллер, 1937), арх. Г. В. Топуз, Л. Н. Павловська, 1953—1954 рр., вул. Чорноморського Козацтва, 95 та 97
- Житлові будинки ЧМП у «Ново-Аркадійському» масиві, 1954 р., Фонтанська дор., 9б, Сегедська вул., 16
- Житловий будинок Одеського крекінг-заводу, 1954 р., Спирідонівська вул., 12
- Житловий будинок ЧМП, арх. Г. В. Топуз, арх. С. А. Межибовський, 1954—1956 рр., Рішельєвська вул., 7
- Міська поліклініка № 5, 1959 р., Катеринінська вул., 53
- Відновлення або закінчення будівництва будинків Взуттєвої фабрики (арх. А. Б. Мінкус, 1935—1937), 1950-ті рр., просп. Шевченка, 13 та 13а
- Будинок цукрово-рафінадного заводу, арх. Г. В. Топуз, Л. Н. Павловська), 1950-і рр., вул. Чорноморського Козацтва, 60
- Будинки Суперфосфатного заводу (Адаптація типових проєктів), 1950-і рр., Середнефонтанська вул., 32 та 34
- Житловий будинок працівників Одеського порту з вбудованим медичним закладом (Адаптація типового проєкту), кін. 1950-х рр., Софіївська вул., 20
- Три житлові будинки ЧМП із спільнним вбудовано-прибудованним торговим приміщенням, арх. Г. В. Топуз, Л. К. Медянов, 1968—1972 рр., Торгова вул., 1, 1а та 1б

### Містобудівні проєкти
- Житловий масив «Ново-Аркадійський», арх. Г. В. Топуз, Чазова, Н. М. Фоміна, Р. А. Владимирська, Г. Я. Поварчук, 1954 р.

### Нереалізовані проєкти
- Участь у складанні проєкту відновлення, реставрації та реконструкція Молочного корпусу Нового базару (здійснена лише консервація), арх. В. О. Пилявський, Борін Г. Д, інж. С. Н. Добрикін, О. О. Вахнянська також за участю арх. Л. В. Кофмана, 1989—1991 рр., Торгова вул., 26

### Художні твори
Художня спадщина Г. В. Топуза складає велику кількість графічних аркушів і акварелей. Основною темою багатьох графічних робіт художника є Одеса.